# THE IDOLM@STER LIVE THE@TER DREAMERS
《THE IDOLM@STER LIVE THE@TER DREAMERS》，是Lantis自2015年9月30日起發售的《偶像大師 百萬人演唱會！》角色歌曲系列專輯。簡稱「LTD」。

## 概要
本專輯系列為社群遊戲《偶像大師 百萬人演唱會！》的角色歌曲系列專輯。為偶像大師系列繼《THE IDOLM@STER LIVE THE@TER HARMONY》后的第3個專輯系列。系列僅01為單曲，02之後皆為專輯。全系列共6枚。
與之前的系列專輯不同，本系列中的專輯內容皆是由5首二重唱曲、1首共通的《Dreaming!》10人合唱版本共6首樂曲、以及迷你廣播劇組成。
系列中收錄的迷你廣播劇，講述的是以765pro Live Theater的每10位成員為1組，到日本全國5個地方進行公演的故事。故事中的公演會場為現實中2016年1月31日到4月17日舉行的巡演「THE IDOLM@STER MILLION LIVE! 3rd LIVE TOUR BELIEVE MY DRE@M!!」的演出會場（仙台、名古屋、福岡、大阪、幕張）。
本系列專輯中收錄的二重唱樂曲的「Solo部分」皆為《THE IDOLM@STER LIVE THE@TER SOLO COLLECTION》系列專輯中演唱Solo版本歌曲的偶像。

## 01 Dreaming!
2015年9月30日發售。收錄了春日未來（山崎遙）、最上靜香（田所梓）、伊吹翼（Machico）3人演唱版本的《偶像大師 百萬人演唱會！》主題曲《Dreaming》，50人演唱版本的另一首《百萬人演唱會！》主題曲《Welcome!!》，以及這兩首樂曲的伴奏。

## 02
2015年10月28日發售。天海春香、春日未來、北上麗花、北澤志保、茱莉亞、高槻彌生、所惠美、七尾百合子、望月杏奈、矢吹可奈參與作品。

## 03
2015年12月2日發售。如月千早、周防桃子、德川茉莉、二階堂千鶴、萩原雪步、箱崎星梨花、馬場木實、真壁瑞希、宮尾美也、最上静香參與作品。

## 04
2015年12月23日發售。秋月律子、伊吹翼、艾米莉·斯圖亞特、我那霸響、佐竹美奈子、篠宮可憐、高山紗代子、天空橋朋花、中谷育、水瀨伊織參與作品。

## 05
2016年1月27日發售。木下日向、四條貴音、豐川風花、野野原茜、雙海亞美、松田亞利沙、三浦梓、百瀨莉緒、橫山奈緒、露可參與作品。

## 06
2016年3月23日發售，大神環、菊地真、高坂海美、島原埃琳娜、田中琴葉、永吉昴、福田法子、雙海真美、星井美希、舞濱步參與作品。